# Santa Lucía, Cunduacán
Santa Lucía är en ort i Mexiko.   Den ligger i kommunen Cunduacán och delstaten Tabasco, i den sydöstra delen av landet, 600 km öster om huvudstaden Mexico City. Santa Lucía ligger 21 meter över havet och antalet invånare är 386.
Terrängen runt Santa Lucía är mycket platt. Runt Santa Lucía är det ganska tätbefolkat, med 155 invånare per kvadratkilometer. Närmaste större samhälle är Cárdenas, 11,3 km sydväst om Santa Lucía. Trakten runt Santa Lucía består till största delen av jordbruksmark.